# Mabitac
Mabitac is een gemeente in de Filipijnse provincie Laguna op het eiland Luzon. Bij de laatste census in 2010 telde de gemeente bijna 19 duizend inwoners.

## Geografie

### Bestuurlijke indeling
Mabitac is onderverdeeld in de volgende 15 barangays:
| - Amuyong - Bayanihan - Lambac - Libis ng Nayon - Lucong - Maligaya - Masikap - Matalatala | - Nanguma - Numero - Paagahan - Pag-Asa - San Antonio - San Miguel - Sinagtala |

## Demografie
Mabitac had bij de census van 2010 een inwoneraantal van 18.618 mensen. Dit waren 1.010 mensen (5,7%) meer dan bij de vorige census van 2007. Ten opzichte van de census van 2000 was het aantal inwoners gegroeid met 3.521 mensen (23,3%). De gemiddelde jaarlijkse groei in die periode kwam daarmee uit op 2,12%, hetgeen hoger was dan het landelijk jaarlijks gemiddelde over deze periode (1,90%).

De bevolkingsdichtheid van Mabitac was ten tijde van de laatste census, met 18.618 inwoners op 80,76 km², 230,5 mensen per km².